# Esztár
Esztár is een plaats (község) en gemeente in het Hongaarse comitaat Hajdú-Bihar. Esztár telt 1412 inwoners (2001).